# Stazione di Nishi-Kokubunji
La Stazione di Nishi-Kokubunji (西国分寺駅?, Nishi-Kokubunji-eki) è una stazione ferroviaria di Kokubunji, città conurbata con Tokyo che serve la linea Chūō Rapida e Musashino della JR East.

## Linee

### Treni
- East Japan Railway Company
  - ■ Linea Rapida Chūō
  - ■ Linea Musashino

## Struttura
La stazione è dotata di due marciapiedi laterali a livello del terreno per la linea Rapida Chūō, e due laterali su viadotto per la linea Musashino.
| 1 | ■ Linea Rapida Chūō | per Nakano, Shinjuku e Tokyo                      |
| 2 | ■ Linea Rapida Chūō | per Tachikawa, Hachiōji e Ōtsuki                  |
| 3 | ■ Linea Musashino   | per Fuchū-Hommachi                                |
| 4 | ■ Linea Musashino   | per Musashi-Urawa, Shin-Matsudo e Nishi-Funabashi |

## Stazioni adiacenti
| «                                 | Servizio          | »                 |
| Linea Rapida Chūō                 | Linea Rapida Chūō | Linea Rapida Chūō |
| --------------------------------- | ----------------- | ----------------- |
| Kokubunji                         | Locale Rapido     | Kunitachi         |
| Tutti gli altri treni non fermano |                   |                   |
| Linea Musashino                   |                   |                   |
| Kita-Fuchū                        | Locale            | Shin-Kodaira      |